# Jan Hryckowian
Jan Hryckowian (ur. 15 października 1907 w Latrobe, zm. 18 marca 1975 w Warszawie) – polski prawnik, sędzia wojskowy Wojska Polskiego i ludowego Wojska Polskiego, adwokat. Odpowiedzialny za szereg mordów sądowych w latach 1946–1948.

## Życiorys
Jego ojcem był Michał Hryckowian, górnik-sztygar, matką – Julia z Głogowskich. Do 5 roku życia przebywał wraz z rodziną w USA. Szkołę powszechną, gimnazjum i liceum im. Króla Jana Sobieskiego ukończył w Krakowie, w latach 1915–1927. W 1931 ukończył studia na Wydziale Prawa Uniwersytetu Jagiellońskiego i dwa lata później, jako zawodowy wojskowy, rozpoczął pracę w sądownictwie. Aż do wybuchu II wojny światowej pracował jako czynny sędzia w Wojskowych Sądach Rejonowych w Grodnie i Tarnopolu. W 1938 został awansowany do stopnia kapitana.
W kampanii wrześniowej szef Wojskowego Sądu Polowego 12 Dywizji Piechoty, na jej szlaku bojowym w rejonie Skarżyska-Kamiennej, Iłży, Solca n/Wisłą i Warszawy. Funkcję pełnił do 10 września 1939. Po ustaniu działań wojennych udał się do Krakowa. W styczniu 1940 został aresztowany przez Niemców i więziony do końca sierpnia 1940 w więzieniu przy ul. Montelupich. Od sierpnia 1941 do końca okupacji niemieckiej pracował w zarządzie poczty niemieckiej, w dziale nieruchomości pocztowych.
W 1941 zaczął działalność w konspiracyjnym Związku Walki Zbrojnej/Armii Krajowej w Krakowie. Zajmował się m.in. organizacją oddziałów partyzanckich na Podhalu i w powiecie miechowskim. Był dowódcą batalionu szkieletowego od sierpnia 1941 do stycznia 1945. Do zadań jego oddziału należało niszczenie niemieckich obiektów telekomunikacyjnych w Krakowie.
Został odznaczony Krzyżem Walecznych za udział w akcji na niemiecki transport kolejowy, zaś za walkę z okupantem – Srebrnym Krzyżem Zasługi.
Po zajęciu Krakowa przez Armię Czerwoną zgłosił się na początku 1945 do Rejonowej Komendy Uzupełnień w Krakowie. Po trzech miesiącach oczekiwania i weryfikacji przydzielono go do korpusu oficerów służby sprawiedliwości LWP, uznając stopień kapitana. 18 czerwca 1945 objął stanowisko szefa Sądu Polowego 9 Dywizji Piechoty LWP. W grudniu 1945 awansowano go do stopnia majora, w czerwcu 1946 został podpułkownikiem. 19 lutego 1946 przeniesiono go do Najwyższego Sądu Wojskowego, gdzie orzekał jako sędzia Wydziału Merytoryczno-Rewizyjnego ds. Szczególnych. Był sędzią orzekającym m.in. w procesie pokazowym pułkownika Jana Rzepeckiego i innych oficerów AK i WiN – Mariana Gołębiewskiego, Tadeusza Jachimka, Henryka Żuka i Jana Szczurka-Cergowskiego (tzw. proces I Zarządu Głównego WiN). W sprawach tych zapadły wyroki śmierci i długoletniego więzienia.
13 marca 1947 został przeniesiony na stanowisko prezesa Wojskowego Sądu Rejonowego Nr 1 w Warszawie. Wtedy właśnie wydał najwięcej wyroków śmierci. Było ich co najmniej 16, w tym w pokazowym procesie Witolda Pileckiego i procesach „odpryskowych” (utajnionych przed opinią publiczną). 16 czerwca 1947 ława WSR w Warszawie Sr.674/47 pod jego przewodnictwem skazała na karę śmierci kawalera Orderu Virtuti Militari Konrada Dybowskiego wraz z ojcem Władysławem Dybowskim. Szefem WSR Nr 1 był 30 sierpnia 1948. Od 31 sierpnia 1948 pełnił ponownie funkcję sędziego Najwyższego Sądu Wojskowego w Wydziale Merytoryczno-Rewizyjnym ds. Szczególnych.
23 grudnia 1949 zwolniono go z funkcji sędziego Najwyższego Sądu Wojskowego, 23 stycznia 1950 zwolniono go z zawodowej służby wojskowej i przeniesiono do rezerwy. 25 maja 1950 został wpisany na listę adwokatów Izby Adwokackiej w Warszawie.
W dniach 14–21 września 1953 w czasie procesu pokazowego biskupa Kaczmarka był obrońcą siostry zakonnej Walerii Niklewskiej i podobnie jak inni obrońcy pomagał prokuratorom, zastraszając i namawiając swoich klientów do przyznania się do winy.
Od 1952 przez wiele lat członek Wojewódzkiej Komisji Dyscyplinarnej ds. Adwokatów przy Radzie Adwokackiej w Warszawie i lustrator Rady. Od lutego 1955 wchodził w skład Komisji ds. Sądownictwa Polubownego. Od 1968 pełnił także funkcję członka Wyższej Komisji Dyscyplinarnej przy Naczelnej Radzie Adwokackiej.

## Życie prywatne
Jego żoną była Stanisława z d. Kurakiewicz, primo voto Wierzbicka, w czasie wojny współpracownik gen. Augusta Emila Fieldorfa, odznaczona Virtuti Militari. Poznali się w przedwojennym Wilnie, pobrali po zwolnieniu Hryckowiana z wojska na początku lat 50. XX wieku.